# 浙江经贸职业技术学院
浙江经贸职业技术学院（英文：ZheJiang Institute of Economics and Trade），简称浙江经贸学院，位于中国大陆浙江省杭州市下沙高教园区，是一所以经管类专业为主高等职业院校。学院前身是创建于1979年的浙江供销学校和1984年的浙江供销职工学校，2002年改为现名，2011年中华全国供销合作总社与浙江省政府签约省部共建浙江经贸职业技术学院。在校学生近1万人，教师575人。

## 系部设置
- 国际贸易系
- 财务会计系
- 信息技术系
- 生物制药系
- 人文旅游系
- 工商管理系
- 基础（社科）部